# Transdukcija
V fiziologiji senzorična transdukcija pomeni pretvorbo senzoričnega dražljaja iz ene oblike v drugo (denimo iz svetlobnega, mehaničnega ali kemičnega dražljaja v električni impulz). Proces transdukcije v živčnem sistemu se običajno nanaša na dogodke, ko se nek fizični dražljaj pretvori v akcijski potencial, ki se zatem vzdolž aksonov (nevritov) živčnih celic obkrajnega živčevja prenese v osrednje živčevje (hrbtenjačo in možgane), kjer se obdela in navadno posreduje dalje. Senzorična transdukcija je ključni korak obširnejšega procesa zaznavanja in sledečega odziva na zaznane dražljaje.
Receptorske celice so odgovorne za pretvarjanje energije osnovnega dražljaja v električni signal. Receptorje glede na njihovo lego pogosto razdelimo v dve večji kategoriji: eksteroreceptorje, ki sprejemajo zunanje dražljaje, in interoreceptorje, ki se odzivajo na notranje dražljaje.

## Transdukcija in čutila

### Vidni sistem
Senzorične celice vidnega sistema so tako imenovane paličnice (palčke) in čepnice (čepki), ki so nameščene v očesni mrežnici, kjer skrbijo za pretvorbo fizične energije svetlobnih signalov v električne impulze, ki se zatem prenesejo v možgane. Svetloba povzroči konformacijsko spremembo (spremembo oblike) beljakovine rodopsina (retinal, derivat vitamina A, se pretvori iz cis oblike v trans konformacijo). Ta proces sproži zaporedje različnih kemičnih reakcij, ki vodijo v zmanjševanje elektrokemičnega gradienta samega fotoreceptorja (med drugim se aktivira beljakovina transducin, ki vzpodbudi encim fosfodiesterazo, odgovorno za sledečo hidrolizo cikličnega GMP in s tem povezano zaprtje kationskih kanalov). Rečemo, da celica postane hiperpolarizirana.

### Slušni sistem
V okviru slušnega sistema se zaznava zvočno valovanje (tip mehanične energije), ki ga slušni receptorji (fonoreceptorji) notranjega ušesa pretvarjajo v električno energijo. Zvočne vibracije vodijo v tresenje bobniča, preko katerega se vibriranje prenese na slušne koščice (kladivce, nakovalce in stremence). To tresenje nato preide v koščeni polž (kohleo), ki ga običajno označujemo kot slušni organ. Znotraj koščenega polža so dlačne celice, nameščene na senzoričnem (čutilnem) epitelu Cortijevega organa, ki se ob tresenju uklonijo in vodijo v premike bazilarne membrane (tudi spiralne membrane). Slušni receptorji nato pretvorijo mehanično energijo undulirajočega gibanja bazilarne membrane v električne signale (natančneje receptorske potenciale), ki potujejo vzdolž slušnih živcev vse do slušnih centrov v možganih.

### Vohalni sistem
V vohalnem ali olfaktornem sistemu se vonjalne molekule vežejo na proteine G, nameščene na vohalnih (olfaktornih) celicah. Vezava proteina G vodi v signalno kaskado, ki povzroči izrazito povečevanje koncentracije cikličnega AMP (cAMP), kar rezultira v sproščanje živčnih prenašalcev (nevrotransmiterjev).

### Okušalni sistem
Okušalni ali gustatorni sistem omogoča zaznavanje petih primarnih okusov (sladko, slano, kislo, grenko in umami/mesni okus). Sistem temelji na okušalni prenašalni (transdukcijski) poti, ki zajema okušalne celice, proteine G, ionske kanale in raznolike encime.

### Somatosenzorični sistem
Senzorična transdukcija somatosenzoričnega sistema v glavnem zajema pretvorbo mehaničnih signalov, kot so denimo tlak, raztezanje, tresenje (vibriranje), v procesu mehanotransdukcije. K temu sistemu štejemo tudi senzorično transdukcijo, ki je povezana s toplotno zaznavo (termorecepcijo) in sprejemanjem ter zaznavanjem bolečinskih dražljajev (nocicepcija).